# Justin Chambers
Justin W. Chambers (* 11. července 1970, Springfield, Ohio, USA) je americký herec a mužský model, který byl tváří reklamní kampaně společnosti Calvin Klein. Od roku 2005 hraje v americkém televizním seriálu Chirurgové (Grey's Anatomy), kde ztvárňuje postavu doktora Alexe Kareva.

## Životopis
Narodil se ve Springfieldu v Ohiu policejním důstojníkům Pam a Johnu Chambersovým. Má dvojče Jasona, staršího bratra Johna a dvě starší sestry Miu a Susan. Se svým dvojčetem byl jako malý kvůli častým záchvatům se zápalem plic často v nemocnici. Vystudoval Jihovýchodní střední školu v South Charlestonu v Ohiu.

## Kariéra
Chamberse „objevil“ pracovník modelingové agentury v pařížském metru a ten pak reprezentoval společnost Calvin Klein v její kampani fragrance. Během své módní kariéra pracoval pro společnosti CK, Armani a Dolce & Gabbana v Evropě, Japonsku a Spojených státech. Poté, co se rozhodl pro hereckou kariéru se přestěhoval do New Yorku, kde studoval po čtyři roky v H.B. Studios. To mu získalo několik televizních rolí, například v seriálech Another World a New York Undercover. Hrál rovněž v několika filmech, za zmínku stojí Svatby podle Mary (2001, kde hrál společně s Jennifer Lopez), Mušketýr (2001), (2001) Southern Belles (2005), Zodiac (2005), Dům na špatné adrese (2008) a původní film HBO s názvem Duševní slepota (2002). Chambers byl obsazen do jedné z předních rolí v kriminálním dramatu televize CBS Odložené případy, ale odešel poté co hrál v pouze čtyřech epizodách. Během let 2005–2020 hrál Alexe Kareva v lékařském televizním seriálu Chirurgové. V roce 2006 byla jemu a jeho kolegům ze seriálu Chirurgové udělena cena Screen Actors Guild Award.

## Osobní život
V roce 1993 se oženil s Keishou, bývalou zaměstnankyní módní agentury. Společně mají pět dětí: Isabellu (1994), dvojčata Mayu a Kailu (1997), Evu (1999) a Jacksona (2002).
Koncem ledna 2008 Chambers přiznal, že trpí biologickou poruchou spánku. V současnosti (2009) žije v Los Angeles.

## Filmografie

### Film
| Rok  | Název                              | Role                           | Poznámky            |
| ---- | ---------------------------------- | ------------------------------ | ------------------- |
| 1999 | Nespoutaná volnost                 | Trey Tobelseted                |                     |
| 2001 | Svatby podle Mary                  | Massimo Lenzetti               |                     |
| 2001 | Mušketýr                           | D'Artagnan                     |                     |
| 2002 | Leo                                | Ryan Eames                     |                     |
| 2003 | For Which It Stands                | německý voják                  | krátkometrážní film |
| 2005 | Southern Belles                    | Rhett Butler                   |                     |
| 2005 | Zodiak                             | inspektor Matt Parish          |                     |
| 2008 | Dům na špatné adrese               | Donnie Eaton                   |                     |
| 2010 | The Happiest Man Alive             | Sherman                        | krátkometrážní film |
| 2013 | Zlomené město                      | Ryan Blake                     |                     |
| 2013 | Liga spravedlivých: Záchrana světa | The Flash / Barry Allen (hlas) |                     |
| 2018 | Someone You Know                   | Eric                           | krátkometrážní film |

### Televize
| Rok       | Název               | Role                      | Poznámky                            |
| --------- | ------------------- | ------------------------- | ----------------------------------- |
| 1995      | Another World       | Nicholas 'Nick' Hudson #1 | díl 1.7922                          |
| 1996      | New York Undercover | strážník Nick Caso        | díl: „Unis"                         |
| 1996      | Ohnivé ženy         | George                    | TV film                             |
| 1996      | Swift Justice       | Rick                      | díl: „Stones"                       |
| 1997      | Rose Hill           | Cole Clayborne            | TV film                             |
| 1998      | Ranč v údolí        | Caleb Haskell             | 5 dílů                              |
| 1999      | Seasons of Love     | dospělý Hocking           | TV film                             |
| 2002      | Duševní slepota     | Rick                      | TV film                             |
| 2003      | Odložené případy    | Chris Lassing             | 3 díly                              |
| 2004      | The Secret Service  | Charles Brody             | neprodaný televizní pilot           |
| 2005–2020 | Chirurgové          | Dr. Alex Karev            | hlavní role (1.–16. řada), 340 dílů |
| 2009      | Private Practice    | Dr. Alex Karev            | díl: „Ex-Life“                      |
| 2017      | Swedish Dicks       | Graham                    | díl: „A Thief Amongst Us“           |

### Internet
| Rok  | Název                  | Role           | Poznámky   |
| ---- | ---------------------- | -------------- | ---------- |
| 2018 | Grey's Anatomy: B-Team | Dr. Alex Karev | díl: „Two“ |

## Ocenění a nominace
| Rok  | Ocenění                       | Kategorie                                                   | Práce             | Výsledky  |
| ---- | ----------------------------- | ----------------------------------------------------------- | ----------------- | --------- |
| 2001 | The Stinkers Bad Movie Awards | nejotravnější falešný akcent                                | Svatby podle Mary | nominace  |
| 2005 | Teen Choice Awards            | seriálový objev roku                                        | Chirurgové        | nominace  |
| 2006 | Screen Actors Guild Awards    | nejlepší seriálové obsazení: drama                          | Chirurgové        | nominace  |
| 2006 | Gold Derby Awards             | nejlepší seriálové obsazení                                 | Chirurgové        | nominace  |
| 2006 | Satellite Awards              | nejlepší seriálové obsazení                                 | Chirurgové        | vítězství |
| 2007 | Gold Derby Awards             | nejlepší seriálové obsazení                                 | Chirurgové        | nominace  |
| 2007 | Monte-Carlo TV Festival       | nejlepší seriálový herec: drama                             | Chirurgové        | nominace  |
| 2007 | Screen Actors Guild Awards    | nejlepší seriálové obsazení: drama                          | Chirurgové        | vítězství |
| 2007 | Golden Nymph Award            | nejlepší seriálový herec: drama                             | Chirurgové        | nominace  |
| 2008 | Screen Actors Guild Awards    | nejlepší seriálové obsazení: drama                          | Chirurgové        | nominace  |
| 2008 | Prism Awards                  | nejlepší herecký výkon v seriálu za jeden díl               | Chirurgové        | nominace  |
| 2009 | Prism Awards                  | nejlepší výkon v dramatickém seriálu (více-epizodní příběh) | Chirurgové        | nominace  |
| 2014 | Prism Awards                  | nejlepší výkon v dramatickém seriálu (více-epizodní příběh) | Chirurgové        | vítězství |
| 2015 | People's Choice Awards        | nejoblíbenější seriálový herec: drama                       | Chirurgové        | nominace  |
| 2016 | People's Choice Awards        | nejoblíbenější seriálový herec: drama                       | Chirurgové        | nominace  |
| 2017 | People's Choice Awards        | nejoblíbenější seriálový herec: drama                       | Chirurgové        | vítězství |